# Кошачьи змеи
Кошачьи змеи (лат. Telescopus) — род змей семейства ужеобразных. 

## Описание
Общая длина представителей этого рода колеблется от 80 до 180 см. Голова покрыта крупными упорядоченными щитками, она отграничена резким перехватом от туловища. Туловище цилиндрическое, несколько уплощённое. Глаза среднего размера с вертикальными зрачками. Чешуя гладкая, образует 19—23 линий вокруг туловища. Брюшных щитков 174—280, подхвостовых — 40—83 пар. Верхнечелюстная кость несёт 10—112 зубов, которые уменьшаются по направлению в глубь пасти. В задней части кости есть несколько крупных бороздчатые клыков, отделённых от других зубов беззубым пространством. Передние зубы на нижнечелюстной кости длиннее, чем задние. 
Окраска серая, жёлто-коричневая с тёмными пятнами, которые образуют шахматный рисунок.

## Образ жизни
Населяют горные и равнинные местности, пустыни и полупустыни. Встречается на высоте до 2000 м над уровнем моря. Это наземные ночные змеи. Питаются ящерицами, реже мелкими птицами и млекопитающими. Добычу убивают с помощью яда.

## Размножение
Это яйцекладущие змеи. Самки откладывают 5—15 яиц.

## Распространение
Распространены в Африке, на юге Европы и юго-западе Азии. На территории бывшего СССР распространены два вида этого рода: кавказская кошачья змея распространена в Азербайджане, Армении, Грузии и в России в районах Дагестана; иранская кошачья змея — на юге Туркменистана. Укус обоих видов для человека не опасен.

## Классификация
На июль 2018 года в род включают 14 видов:
- Telescopus beetzi (Barbour, 1922) — Намибская кошачья змея
- Telescopus dhara (Forskal, 1775) — Большеглазая кошачья змея
- Telescopus fallax Fleischmann, 1831 — Кавказская кошачья змея, или обыкновенная кошачья змея
- Telescopus finkeldeyi Haacke, 2013
- Telescopus gezirae Broadley, 1994
- Telescopus hoogstraali Schmidt & Marx, 1956
- Telescopus nigriceps (Ahl, 1924)
- Telescopus obtusus (Reuss, 1834)
- Telescopus pulcher (Scortecci, 1935)
- Telescopus rhinopoma (Blanford, 1874) — Иранская кошачья змея
- Telescopus semiannulatus Smith, 1849 — Кенийская кошачья змея
- Telescopus tessellatus (Wall, 1908)
- Telescopus tripolitanus (Werner, 1909)
- Telescopus variegatus (Reinhardt, 1843)

## Галерея
- Кавказская кошачья змея
- Намибская кошачья змея
- Кенийская кошачья змея